# Хірург Микола Пирогов (портрет)
«Хірург Микола Пирогов» — передсмертний портрет відомого лікаря роботи художника Іллі Рєпіна, створене 1881 року.

## Рєпінські варіанти

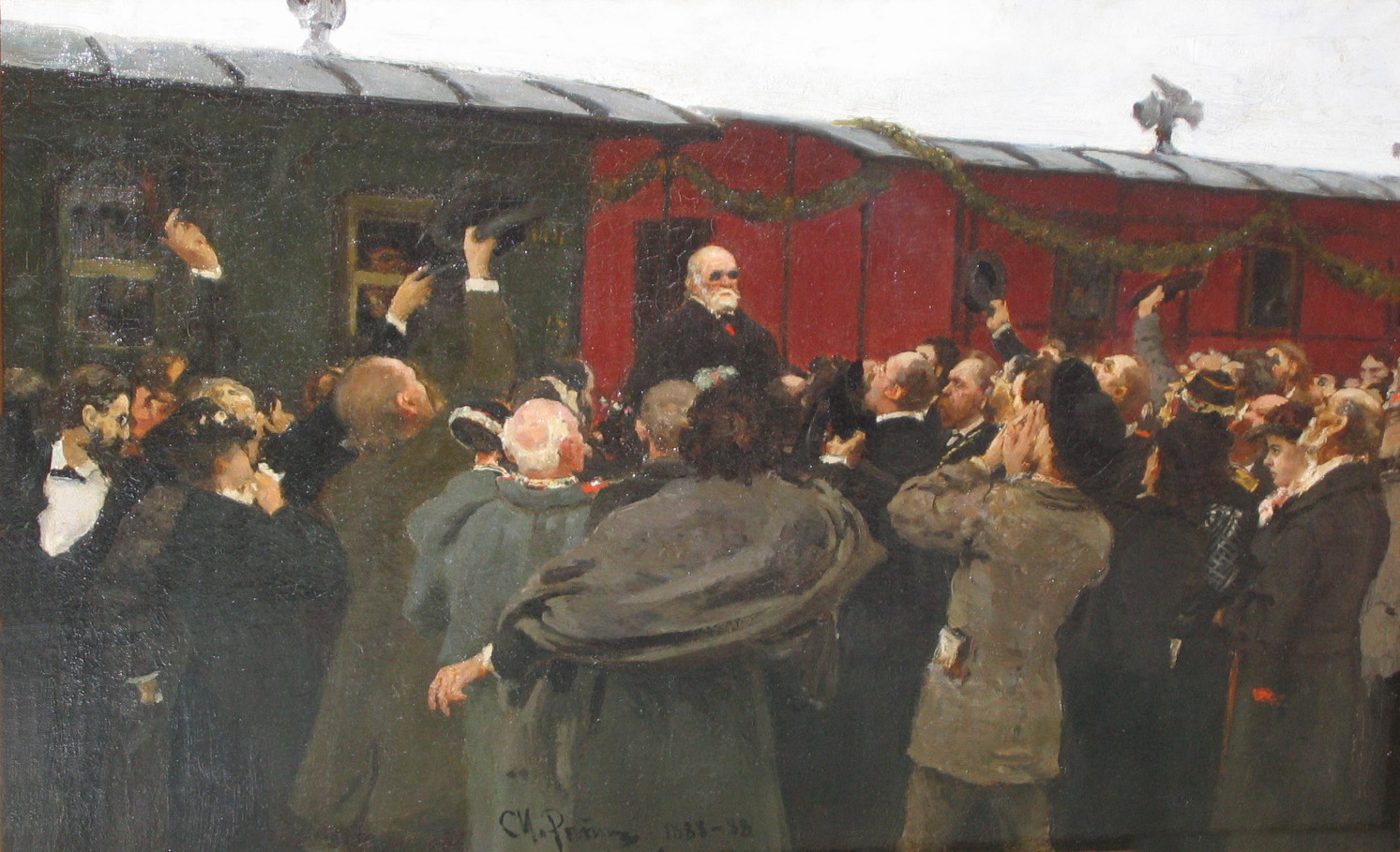
Рєпін І. Ю. «Зустріч Пирогова на Курському вокзалі Москви 1881 року».

Рєпіна як художника гостро цікавили яскраві особистості і в житті, і на сцені театра, і в науці. Він водив дружбу, наближав до себе чи навіть знайомився з кожним, в кому жевріла цятка жвавості, здібностей, таланту. Він гірко помилився в першій дружині, млявій і лінивій. І вже немолодим зійшовся з оригінальною особою і письменницею Нордман-Северовою.
Важливою складовою таланту самого Рєпіна була пристрасть портретиста. В його творчому доробку портрети власних дітей, істориків і письменників, акторів, композиторів. Дійшла черга і до науковців, бо в 19 столітті розвиток капіталізму пожвавив наукове життя. І періодичні видання та суспільство жваво обговорювали наукові досягнення Луї Пастера, Роберта Коха, Дмитра Менделєєва. В Російській імперії володарем дум став науковець і хірург Микола Пирогов. Як художник Рєпін і зажадав створити портрет уславленого науковця і лікаря. Вони змогли зустрітися лише в травні 1881 року, під час святкування 50-річчя лікарської та наукової діяльності Пирогова. Заради цього художник навмисно прибув в Москву і зустрічав Пирогова на Курському вокзалі. Урочистості відбулись в Московському університеті. Пирогов позував художнику в готелі «Дрезден» — після перемов з Павлом Третьяковим. Так з'явились портрет олійними фербами та низка малюнків, що передували створенню скульптури-погруддя.
Стосунки не дуже складались, бо Пирогов не замовляв портрета і не збирався його купувати. В його родині склався поганий матеріальний стан через примусове звільнення Пирогова з державної служби. Його дратував натовп, пригнічувала власна неміч, що швидко прогресувала. Не радів він і урочистостям та маячні навколо себе. Рєпін це помічав, відчував інтуїтивно, хоча не поступався власним намірам створити його портрет попри все. Тому виконав не тільки портрет олійними фарбами, а ще й поруддя в гіпсі. Нечасто, але Рєпін брався за глину, гіпс і працював скульптором. Честі бути відтвореним і в гіпсі дочекався і Пирогов, якого художник вважав генієм. Влітку того ж року Рєпін відбув в садибу Хотьково, що межувала з уславленим Абрамцево, де працював над скульптурою.
Трохи пізніше, Рєпін і держава дізнаються про смерть Миколи Пирогова в грудні 1881 року. Пирогов відчував непоправне і ще 1879 року почав писати «Життєві питання. Щоденник старого лікаря» (російською «Вопросы жизни. Дневник старого врача»). Але смерть не дала закінчити. Художник відчував і тугу, і задоволення, адже встиг реалізувати власні плани, зафіксувати риси уславленого науковця і сучасника. Тільки проблем не поменшало. Не тільки Пирогов чи його родина, ніхто — не бажав придбати портрет щойно померлого корифея. З гіркотою про цей ганебний стан відгукнувся Ілля Рєпін в листі до В. В. Стасова: Кому потрібен у нас портрет або погруддя геніальної особи ?.. Питання ставало риторичним.
Варіант гіпсового погруддя роботи Рєпіна отримав в подарунок володар Абрамцева — меценат Савва Мамонтов. Варіантів гіпсового погруддя було створено декілька і згодом вони розійдуться країною. Один потрапить в Національний музей «Київська картинна галерея». Пізніше з погруддя Пирогова знімуть форму і відтворять у фронзі, бо крихкий гіпс — матеріал нетривкий. Варіант, що мав Савва Мамонтов, теж відтворили в бронзі і той потрапить в Третьяковську галерею.

## Опис твору

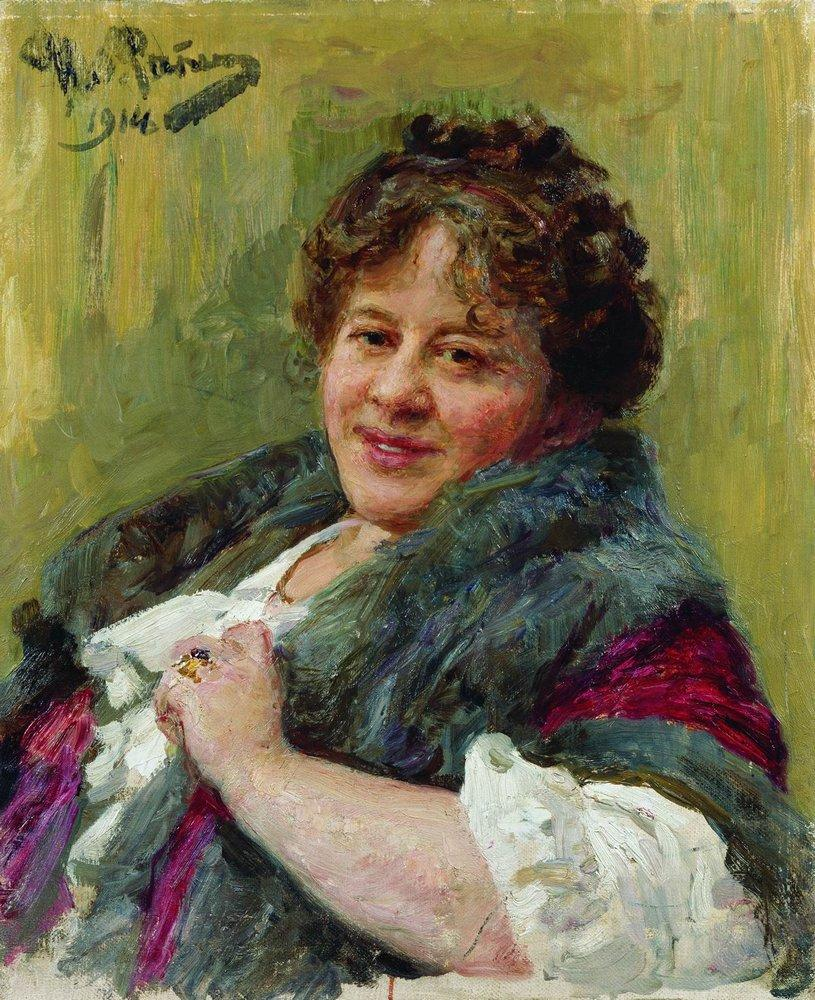
Тетяна Щепкіна-Купернік, актриса, перекладач, поет, 1914, Харківський художній музей
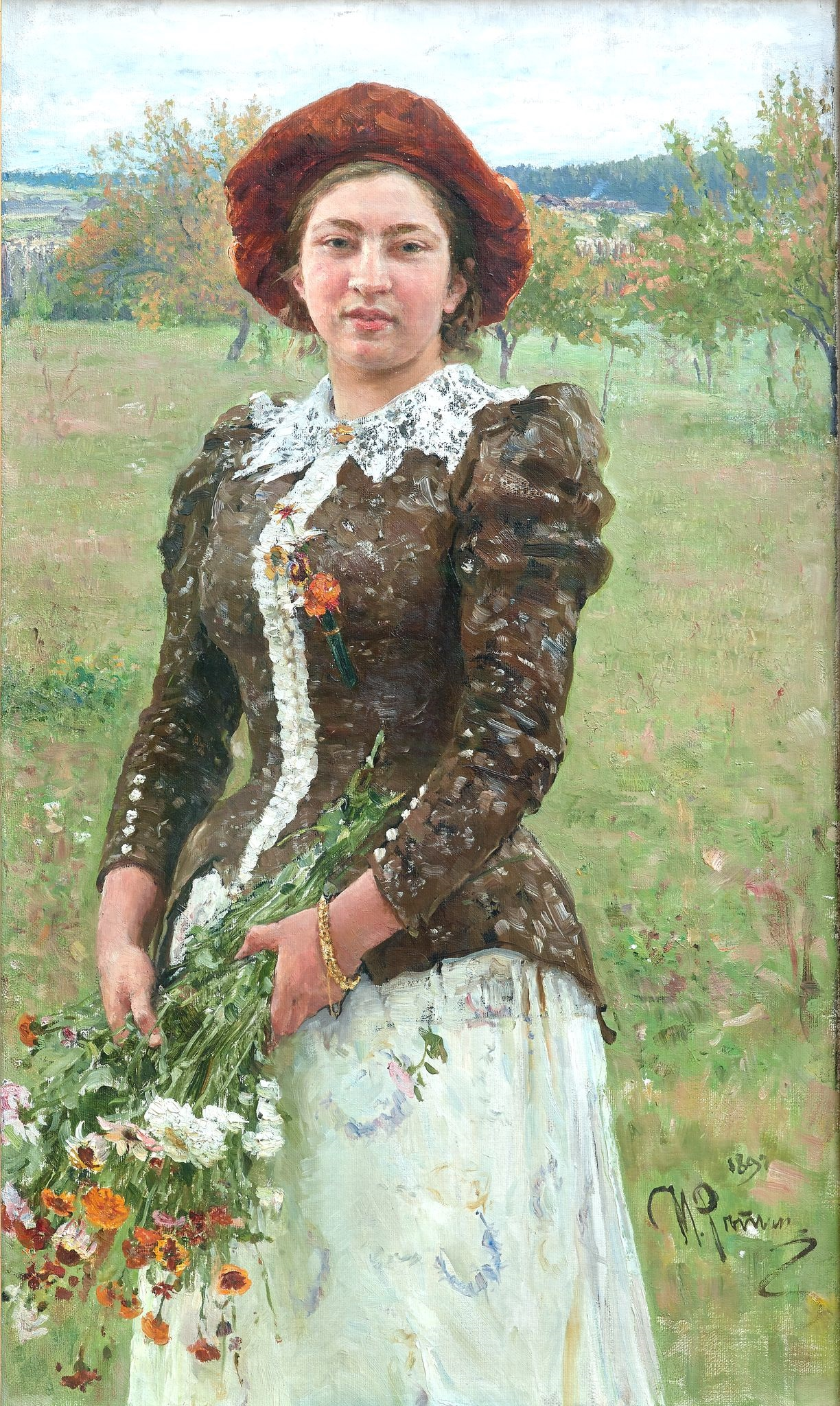
«Осінній букет», портрет доньки Рєпіна Віри, 1892, Третьяковська галерея
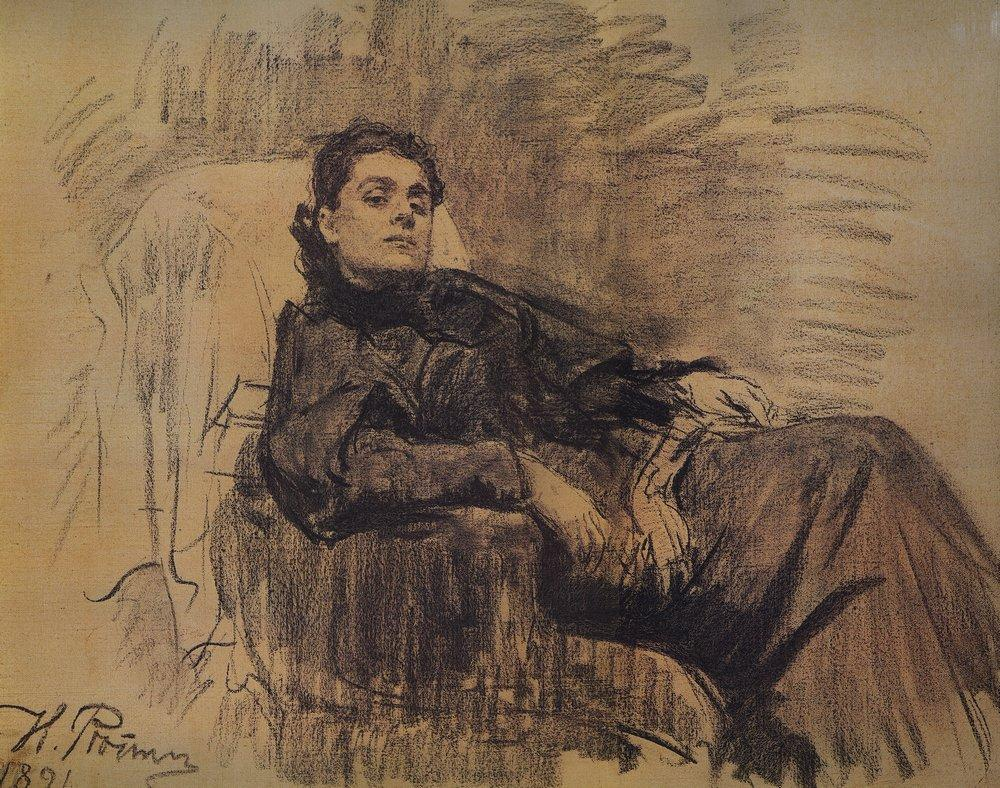
Італійська актриса Елеонора Дузе, малюнок, 1891, Третьяковська галерея
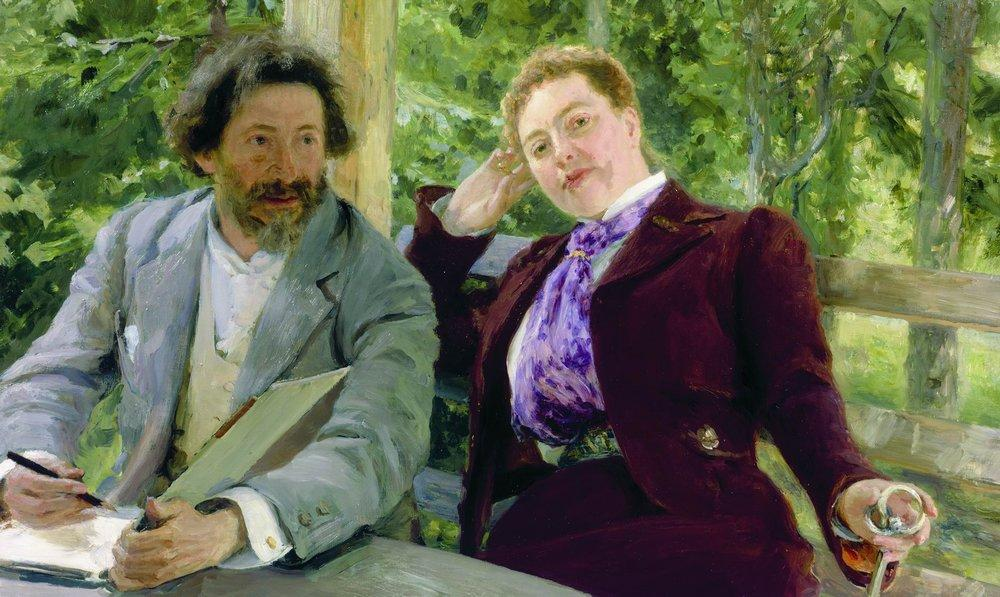
Автопортрет з Нордман-Северовою, 1903, Атенеум, Гельсінки, Фінляндія.
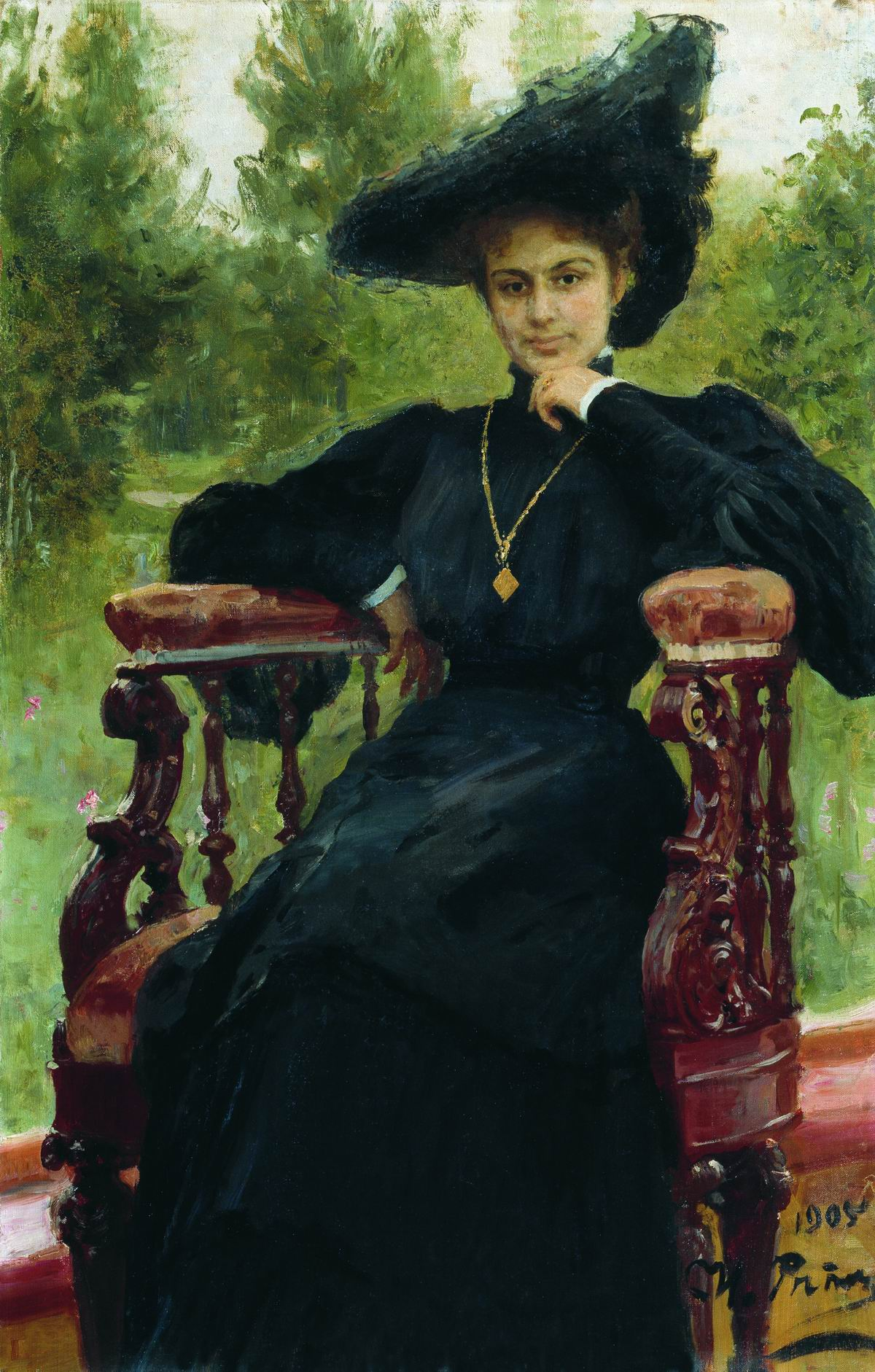
Акторка Марія Андрєєва, 1905, Мінськ, Білорусь

В портретах Рєпін не був схильний до компліментів чи надтої ідеалізації моделі. Але захоплення особистістю відбивалось в творі, тому такі широкі жести в рєпінському портреті Федора Шаляпіна, таке захоплення ефектною зовнішністю жінок і їх сукнями (щирість акторки і поетеси Тетяни Щепкіної-Куперник, манерність Елеонори Дузе, порожні жести акторки Яворської, модний стереотип Святополк-Четвертинської, блиск Марії Андрєєвої). Більш широкий диапазон психологічних станів, настроїв і характерів спостерігається в портретах чоловіків: стареча депресивність художника Боголюбова, підозрілість композитора Павла Браламберга, костюмована академічність Дмитра Менделєєва, сум хворого Мусоргського, самозаглибленість Павла Третьякова.

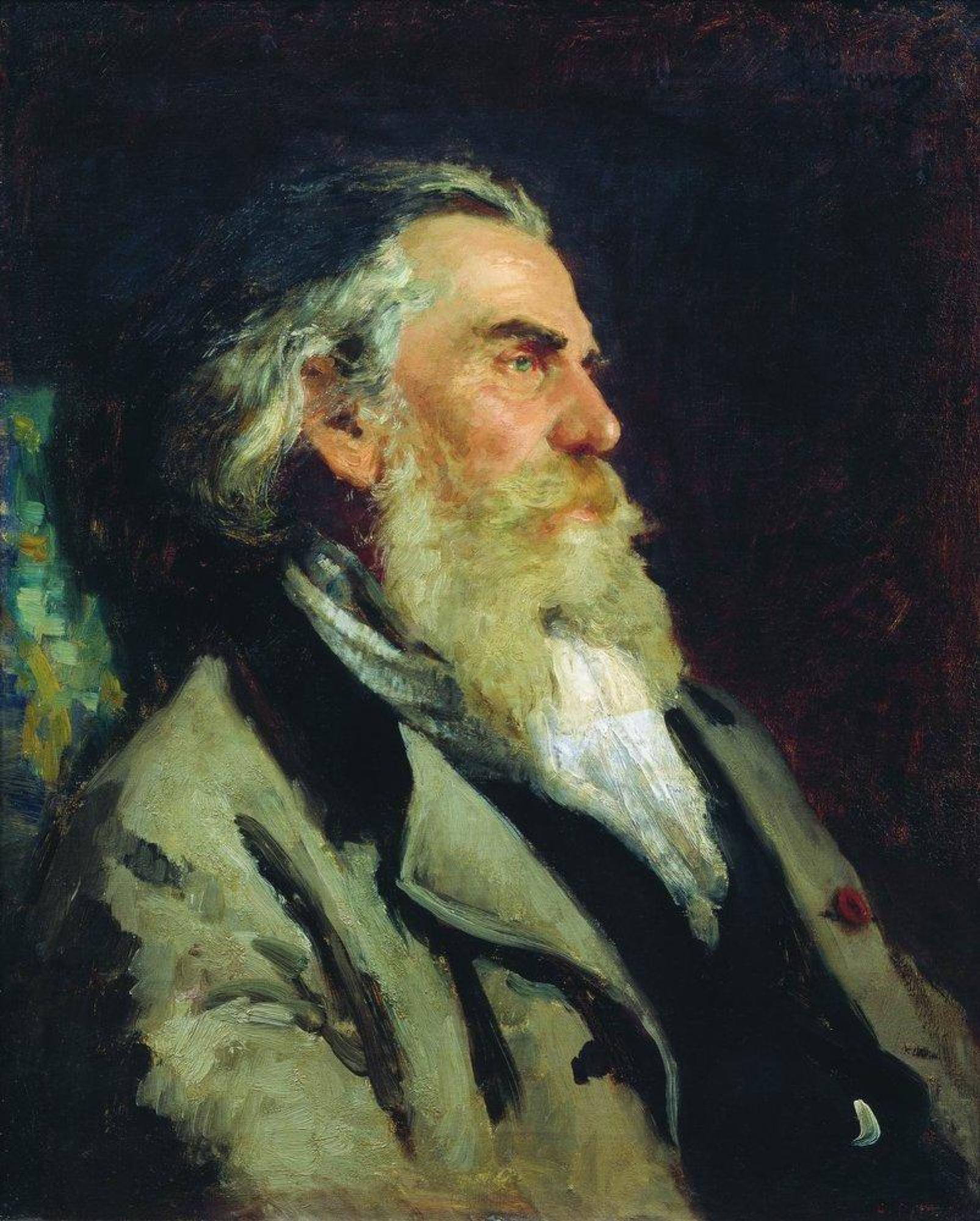
Художник Олексій Боголюбов, 1882, Саратовський художній музей імені Радищева
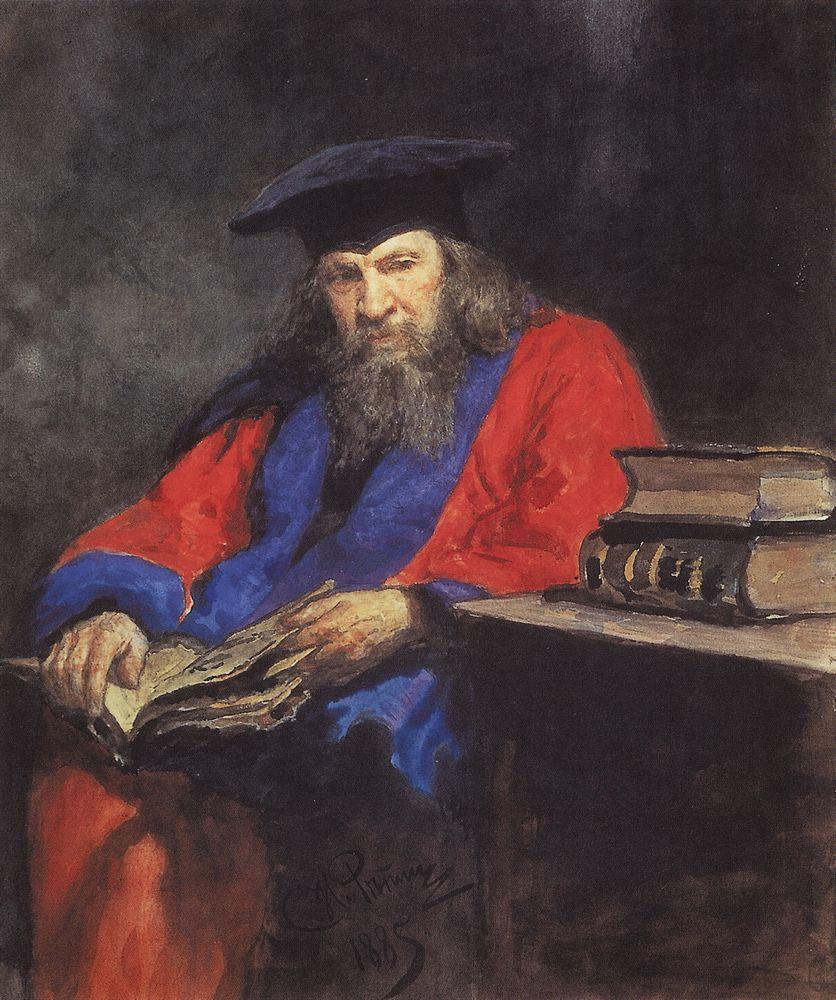
Професор Менделєєв Дмитро Іванович в мантії Единбурзького університету, 1885, акварель. Третьяковська галерея
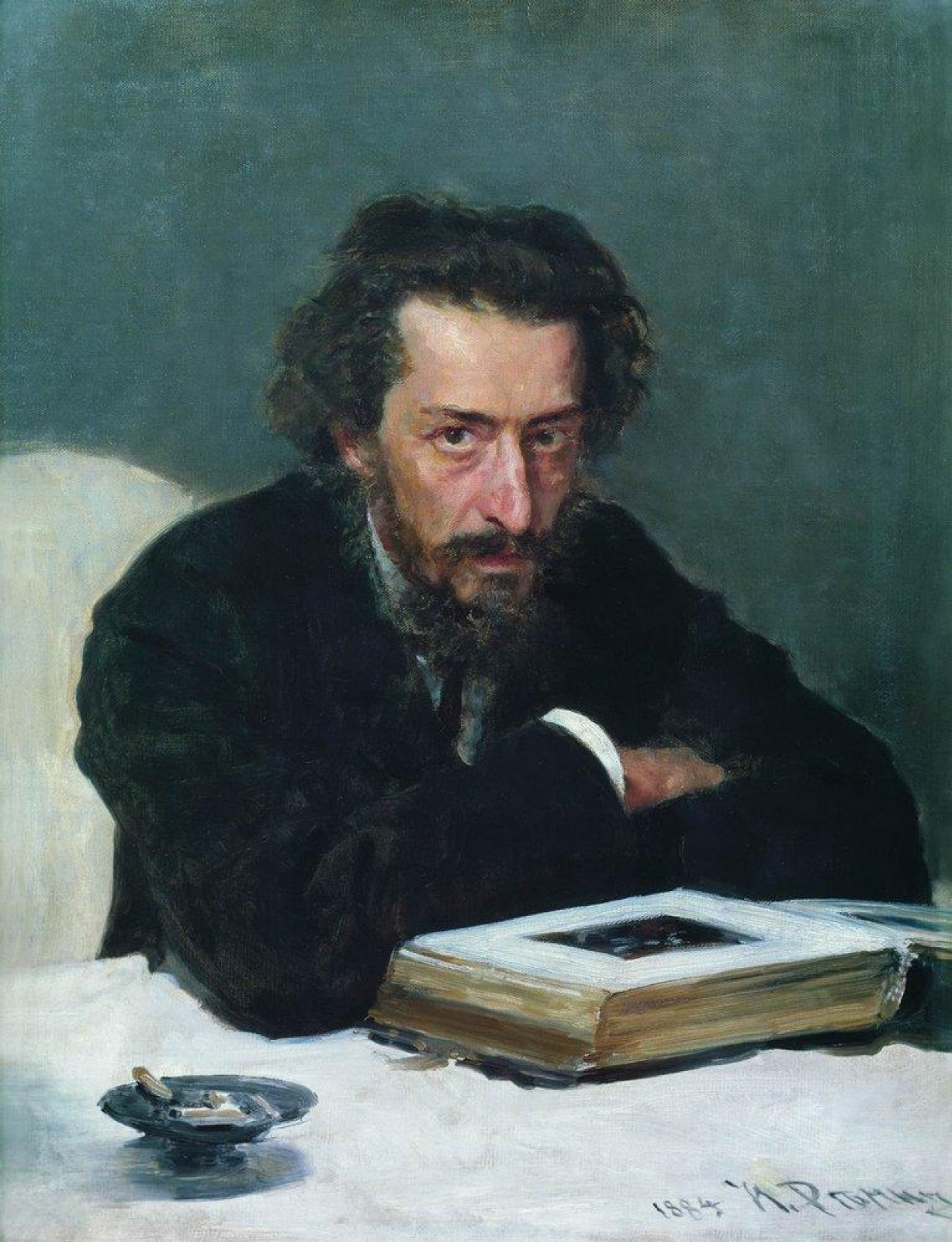
Павло Іванович Браламберг, 1884, Третьяковська галерея
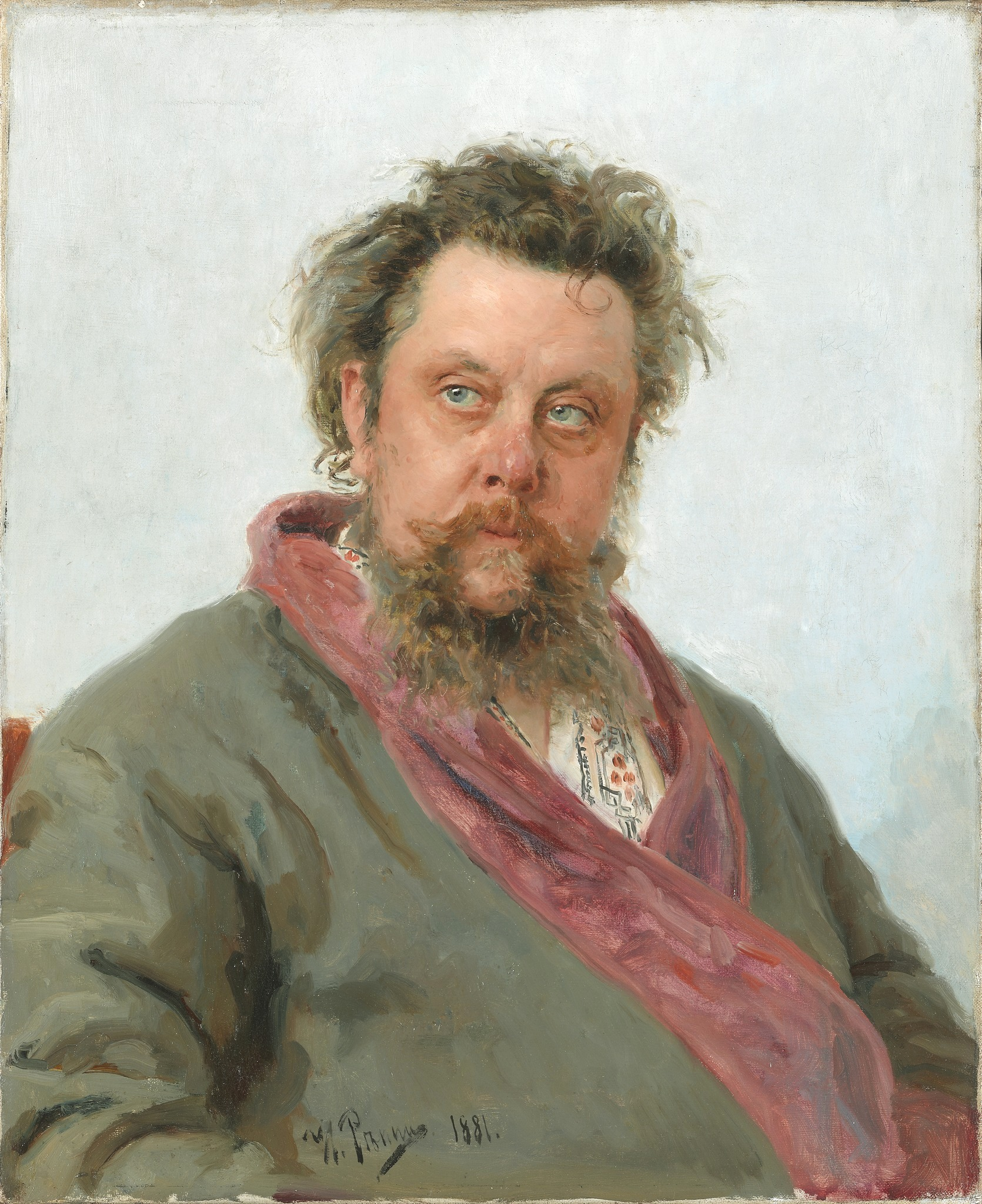
Хворий Модест Мусоргський
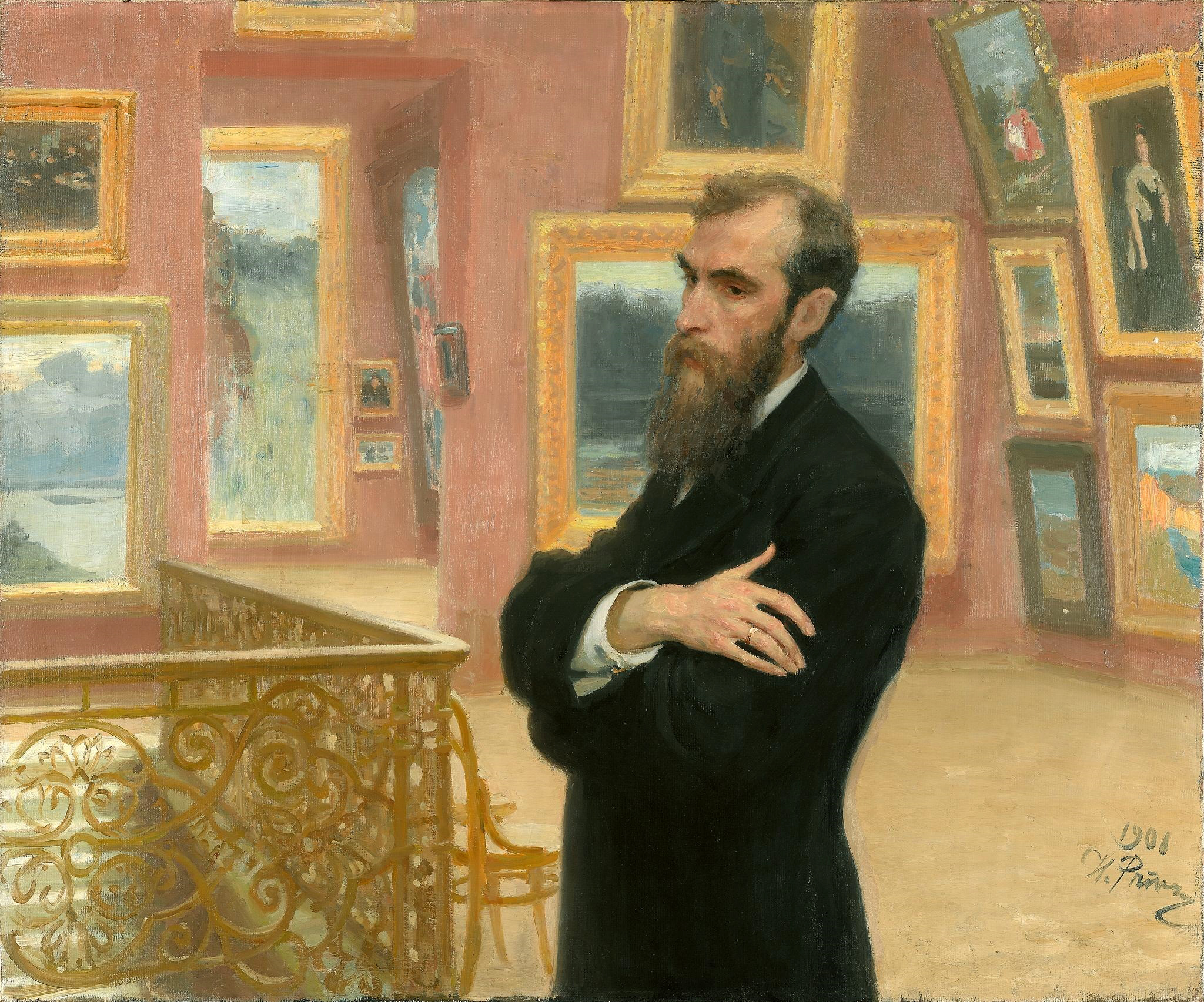
Павло Третьяков, 1901 р.

Портрет Миколи Пирогова останнього року життя важко назвати парадним чи приємним. Кольори тьмяні і темні. Сивий і важко хворий Микола Іванович дивиться і підозріло, і непривітно. Рєпін не міг знати всіх подробиць життя і матеріальних негараздів портретованого. Але наважився точно відтворити протиріччя в образі науковця — впевнену позу, гордовито пряму спину і хворобливий погляд згасаючої людини. Залишилось пожалкувати, що вони зустрілись так пізно і Рєпін не знав і не бачив Пирогова юнака-вундеркінда, професора в 26 років і науковця-сміливця, що став непересічним авторитетом медичної науки і практики середини 19 століття. Можливо, ми б мали інший, життєствердний портрет Пирогова.